# 洛伦茨·奥肯
洛伦茨·奥肯（德語：Lorenz Oken，1779年8月1日—1851年8月11日）为德国博物学家。

## 所命名的分類
（列表可能不完整）
- 1个洛伦茨·奥肯命名的生物分类